# Gustav Häcker
Karl Gustav Häcker auch Gustav von Häcker (* 9. September 1822 in Stuttgart; † 14. Juni 1896 in Baden-Baden) war ein deutscher Jurist und Liedtexter.

## Leben

### Familie
Gustav Häcker war der Sohn des Stuttgarter Stadtrats Gottfried Häcker († 23. März 1843) und dessen Ehefrau Marie (geb. Mögling) (andere Quelle Rosine Friederike (geb. Fröhlich)). Sein Vater war der Besitzer des Gasthauses Zum Petersburger Hof war, in dem sich von 1807 bis 1810 häufig der spätere Komponist Carl Maria von Weber aufhielt. Sein Großvater Johann Jakob Häcker († 1779) war Müller und Bürgermeister in Großheppach.
Im Kurort Niedernau lernte er seine spätere Ehefrau, die sich dort 1844 als Sommergast aufhielt, kennen; gemeinsam hatten sie fünf Kinder, zu diesen gehörte auch der Sohn:
- Otto Adolf Häcker (* 18. Juni 1865 in Esslingen am Neckar; † 18. August 1940 in Ulm), Landgerichtsrat und Ehrenbürger der Stadt Ellwangen.[3][4]

Bis 1873 lebte die Familie in Esslingen und zum Zeitpunkt seines Todes war die Familie in Reinsburgstr. 56 in Stuttgart ansässig.
Seine Beisetzung erfolgte auf dem Pragdfriedhof in Stuttgart und sein literarischer Nachlass befindet sich im Deutschen Literaturarchiv in Marbach am Neckar.

### Werdegang
Gustav Häcker besuchte das Gymnasium in Stuttgart und immatrikulierte sich 1840 an der Universität Tübingen zu einem Studium der Kunst- und Musikgeschichte sowie der Rechtswissenschaften unter anderem bei Friedrich Theodor Vischer Sein Studium setzte er 1842/1843 an der Universität Berlin fort; dort besuchte er die Vorlesungen des Sprachwissenschaftlers Wilhelm Grimm, des Kunsthistorikers Franz Kugler und des Musiktheoretikers Adolph Bernhard Marx.
Nach seiner Rückkehr nach Tübingen studierte er darauf ausschließlich Rechtswissenschaften.
Nach Beendigung des Studiums war er in verschiedenen richterlichen Stellungen, unter anderem als Oberjustizassessor von 1849 bis 1853 in Geislingen, dann in Ellwangen, dort wurde er 1866 zum Oberjustizrat ernannt. Später war er bis 1869 in Esslingen, dann bis 1879 in Stuttgart und bis zu seiner Versetzung nach Tübingen, 1881, in Ravensburg als Landgerichtsdirektor tätig. 1887 wurde er in Tübingen zum Landgerichtspräsidenten ernannt.
Seit dem 14. Januar 1890 war er Mitglied des Staatsgerichtshofs (heute Verfassungsgerichtshof für das Land Baden-Württemberg).
1873 nahm er das Angebot des mit ihm befreundeten Hofkammerpräsidenten Gustav Adolf von Gunzert (1823–1897) an und wurde, als Nachfolger von Ferdinand von Gall, Intendant des Hoftheaters Stuttgart; diese Stelle hatte seit 1869 Gustav Adolf von Gunzert selbst ausgeübt. Er beendete diese Tätigkeit jedoch noch kurz vor Ablauf des Probejahres, weil er sich in seinem erarbeiteten Reformprojekt durch die Sparmaßnahmen des Hofkammerpräsidenten zu sehr eingeschränkt sah; er kehrte darauf in sein altes Amt zurück, weil er für das Probejahr lediglich Urlaub erbeten hatte. Ihm folgte Feodor von Wehl als Intendant.
Am 10. März 1893 wurde er in den Ruhestand versetzt.

### Künstlerisches Wirken

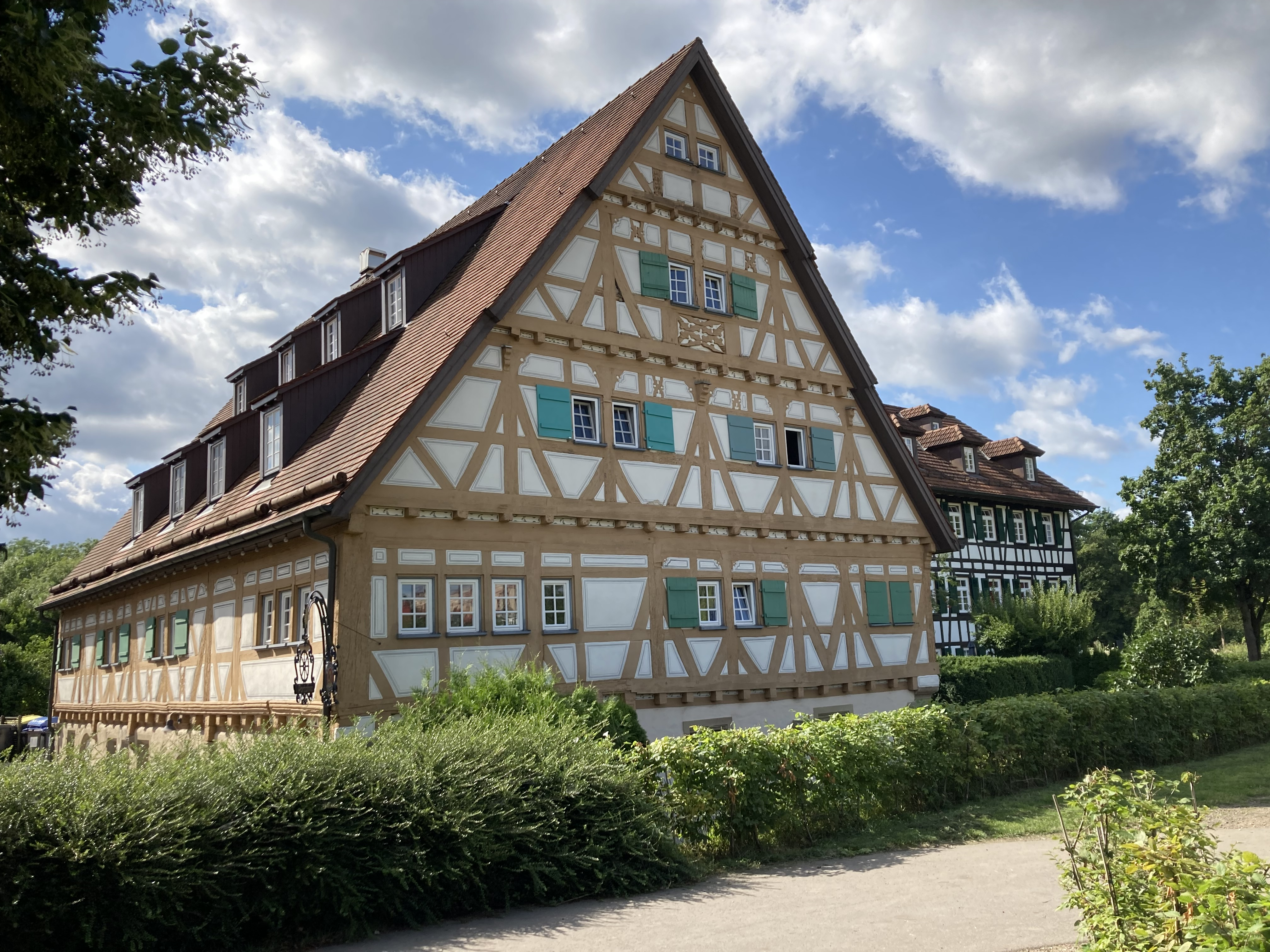
Häckermühle in Großheppach

Gustav Häcker schrieb bereits früh Gedichte, die er allerdings nur im Familien- und Freundeskreis vortrug. Im Todesjahr seines Vaters veröffentlichte er dann die Novelle Die Mühle zu Großheppach (heute Häckermühle). In dieser Novelle, in deren Zentrum ein Müller aus Großheppach stand, der seine Mühle gegen plündernde Franzosen verteidigte, erzählte er die Geschichte der französischen Überfälle im Pfälzischen Erbfolgekrieg und beschrieb die Untaten des Feldherrn Ezéchiel de Mélac. Mit diesem Werk schuf er die erste Dichtung über die Weiber von Schorndorf.
Er betätigte sich in Stuttgart als Musikkritiker im Staatsanzeiger Baden-Württemberg und verfasste Gelegenheitsgedichte.
1877 veröffentlichte er einige Gedichte in der Schwäbischen Lieder-Chronik für uns und unsere Freunde und 1895 in Aus dem Schwarzwald.
Eine von ihm begonnene Sammlung seiner Gedichte konnte er nicht mehr zu Lebzeiten veröffentlichen; dies führte sein Sohn Otto Häcker mit dem Band Aus frühen und späten Tagen: Ein Lebensgang in Gedichten Weihnachten 1896 aus.
Er pflegte eine Freundschaft mit dem Oberlandesgerichtspräsidenten Theodor von Köstlin (1823–1900), der sich auch als Sänger betätigte, sowie mit dem Komponisten Christian Fink, der seine Gedichte vertonte, unter anderem Die Schwalben sind gekommen, Der Mutter Wiegenlied, In der Wetternacht und Nach der Heimath.

## Ehrungen und Auszeichnungen
Gustav Häcker wurde am 17. Januar 1891 durch die juristische Fakultät der Universität Tübingen zum Dr. jur. h. c. ernannt.
Er wurde mit der Komtur des Ordens der württembergischen Krone sowie mit der Komtur II. Klasse des Friedrichs-Ordens ausgezeichnet.

## Mitgliedschaften
Gustav Häcker gründete während des Studiums mit weiteren Kommilitonen die Studentengesellschaft Hauffei, benannt nach ihrem Wirt Hauff, in dessen Lokal in Tübingen sie sich regelmäßig trafen. Er war auch fünfzig Jahre lang für die Herausgabe ihres Jahresberichts, der Amtspflege, verantwortlich. Zu seinen damaligen Kommilitonen, mit denen er ein Leben lang befreundet war, gehörte unter anderem der spätere Innenminister Karl von Scheurlen, der sich auch malerisch betätigte. Gemeinsam mit diesem verfasste er für den in Esslingen das Bilderbuch Das zuckerige Haus oder Hansel und Gretel.
Er  war Vorstand des 1844 gegründeten Oratorienvereins in Esslingen.
Ebenfalls stand er der Juristischen Gesellschaft in Tübingen vor.

## Schriften (Auswahl)
- Die Mühle zu Großheppach. 1843.[16]
- Aus frühen und späten Tagen. Ein Lebensgang in Gedichten. Stuttgart: Greiner und Pfeiffer, 1896.
- Das zuckerige Haus oder Hansel und Gretel. 1894.